# Mariä Himmelfahrt (Osseltshausen)

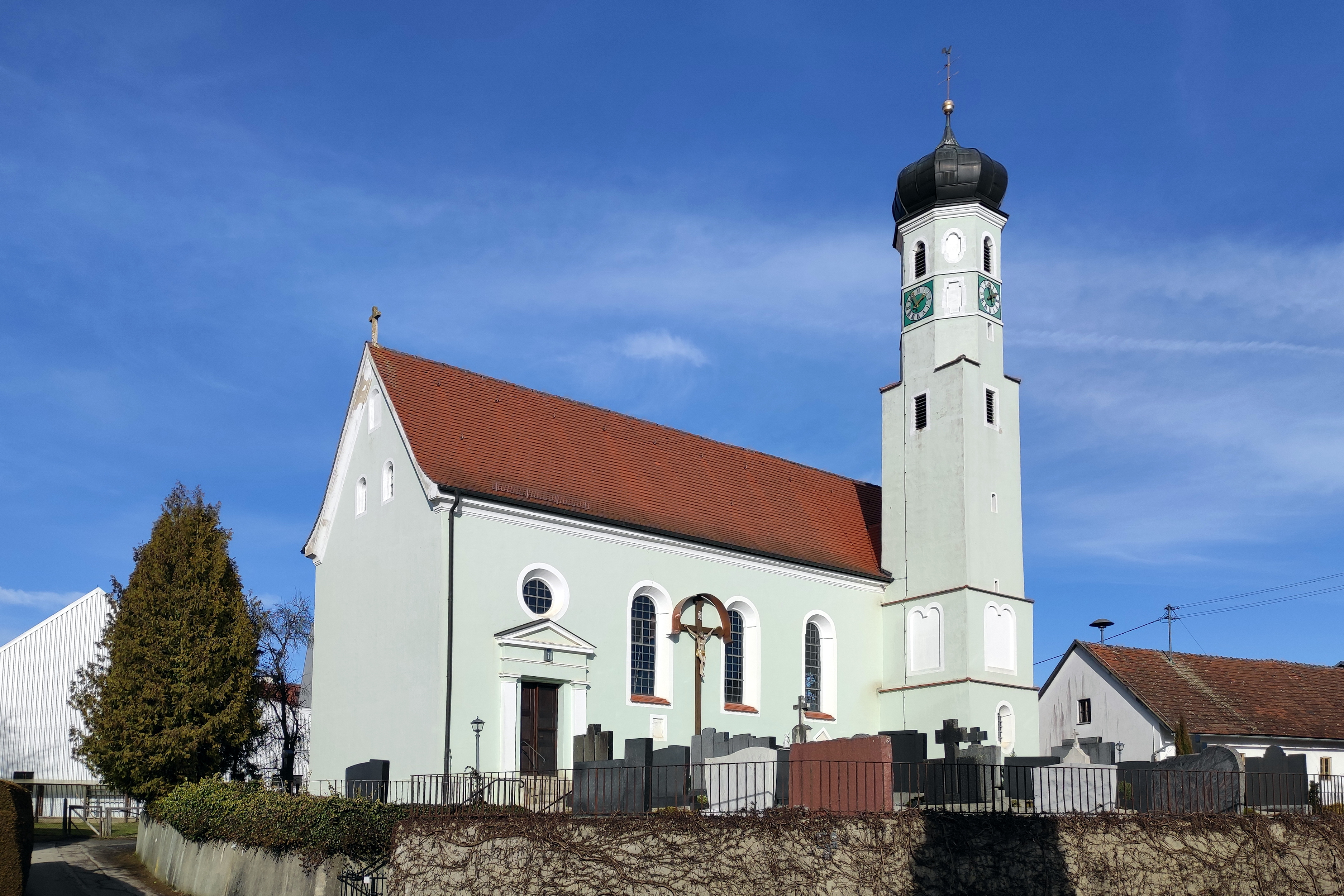
Mariä Himmelfahrt in Osseltshausen

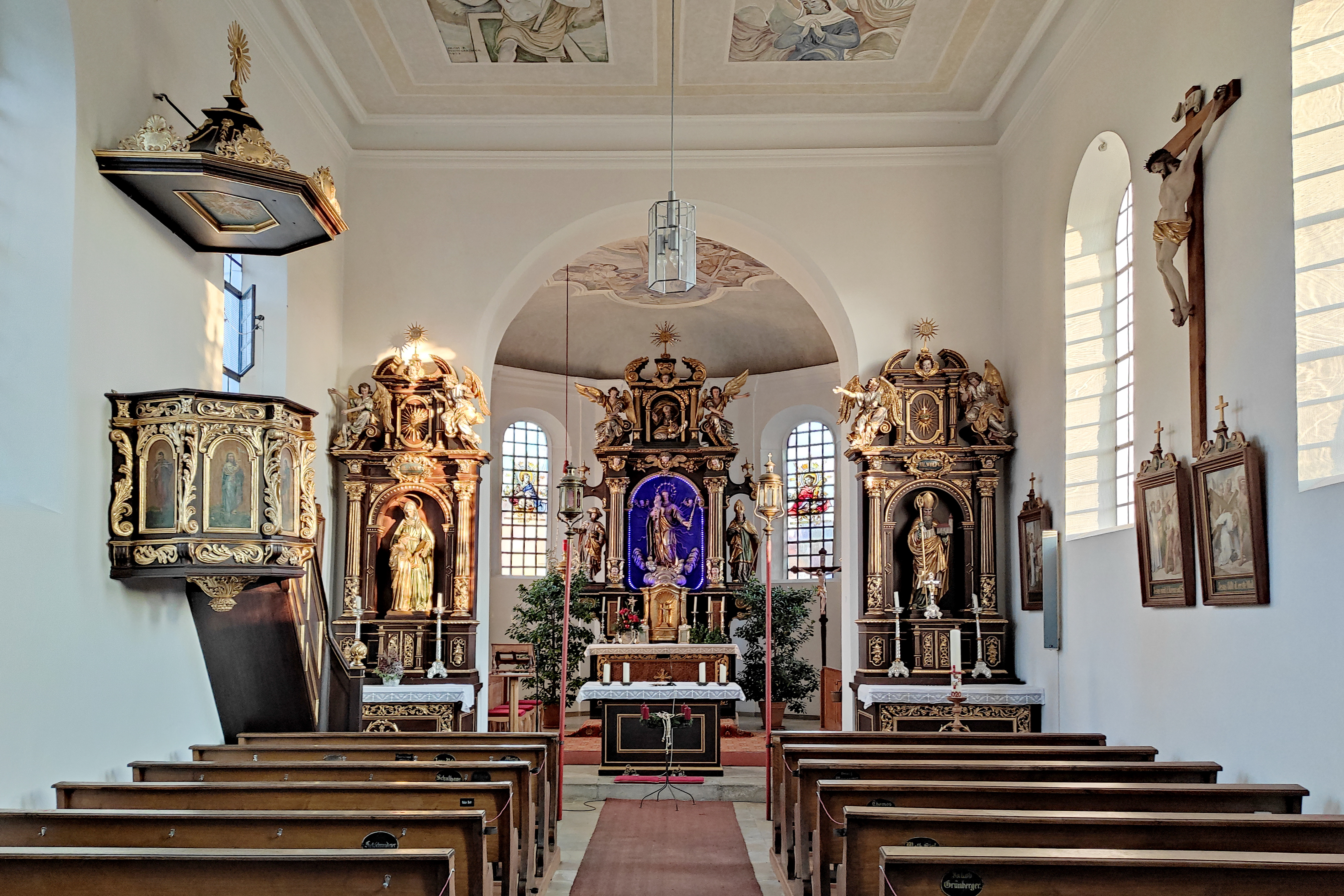
Innenraum

Die römisch-katholische Kirche Mariä Himmelfahrt steht in Osseltshausen, einem Gemeindeteil des Marktes Au in der Hallertau im oberbayerischen Landkreis Freising. Sie ist in der Liste der Baudenkmäler in Au in der Hallertau als Baudenkmal unter der Nr. D-1-78-116-31 eingetragen und gehört als Filialkirche zur Pfarreiengemeinschaft  St. Vitus Au & St. Bartholomäus Osterwaal im Dekanat Geisenfeld-Pförring (Bistum Regensburg).

## Beschreibung
Die im Kern spätmittelalterliche Saalkirche wurde im 18. Jahrhundert barockisiert und 1892 erweitert. Sie besteht aus dem Langhaus, dem leicht eingezogenen, dreiseitig geschlossenen, von Strebepfeilern gestützten Chor im Osten und dem Chorflankenturm mit Zwiebelhaube auf quadratischem Grundriss an der Südwand des Chors. Die achteckigen Obergeschosse des Turms enthalten den Glockenstuhl für drei Kirchenglocken und die Turmuhr. Das Portal an der Südwand des Langhauses ist mit einer Ädikula gerahmt.
Der Innenraum des Chors ist mit einem Spiegelgewölbe überspannt, der des Langhauses mit einer Flachdecke, die 1953 von Michael P. Weingartner ausgemalt wurde. Im Altarretabel des Hochaltars aus dem zweiten Viertel des 17. Jahrhunderts steht in einer Nische zwischen zwei Säulen eine Mondsichelmadonna. Die Assistenzfiguren stellen links den heiligen Jakobus den Älteren und rechts den heiligen Nikolaus dar. Im Altarauszug erscheint Gottvater.
Die beiden Seitenaltäre entstanden um 1900. In dem Altar links steht eine Statue der heiligen Mutter Anna, die ihre Tochter Maria Lesen lehrt. Die Statue in dem rechten Altar stellt den heiligen Wolfgang dar, einst Bischof von Regensburg. In der Hand hält Wolfgang ein Modell der Kirche, die er der Legende zufolge am Wolfgangsee eigenhändig baute. 
Im Langhaus wurden um 1700 Skulpturen zum Heiligen Wandel aufgestellt. Das ist ein Motiv der Heiligen Familie, in dem Maria und Josef „wandelnd“ beziehungsweise gehend mit dem Jesuskind unterwegs sind.